# Porcellio achilleionensis
Porcellio achilleionensis är en kräftdjursart som beskrevs av Karl Wilhelm Verhoeff1901. Porcellio achilleionensis ingår i släktet Porcellio och familjen Porcellionidae. Utöver nominatformen finns också underarten P. a. flavomarginatus.